# ويليام هوبارت هير
ويليام هوبارت هير (بالإنجليزية: William Hobart Hare) هو قسيس أمريكي، ولد في 17 مايو 1838 في برينستون في الولايات المتحدة، وتوفي في 23 أكتوبر 1909 في اتلانتيك سيتي في الولايات المتحدة.